# William Vollery
William Vollery (* 10. Januar 1949 in Lausanne; † 11. September 1989 in Bern) war ein Schweizer Autorennfahrer.

## Karriere als Rennfahrer
William Vollery, vom Brotberuf Augenoptiker, war in den 1970er-Jahren im GT-Sport aktiv. Er fuhr in der Europäischen GT-Meisterschaft und bei ausgesuchten Rennen der Sportwagen-Weltmeisterschaft. Obwohl seine Karriere unter mangelnden Sponsorgeldern litt, war er dreimal beim 24-Stunden-Rennen von Le Mans am Start. 1974 steuerte er gemeinsam mit Roger Dorchy und Eric Chapuis einen Porsche 911 Carrera RSR und lag bis fünf Stunden vor Rennschluss an der 12. Stelle der Gesamtwertung, als ein Motorschaden sein Rennen vorzeitig beendete. Auch die beiden folgenden Einsätze endeten nach technischen Defekten an den Rennwagen vor dem Fallen der Zielflagge.
William Vollery starb im September 1989 in Bern an Leukämie.

## Statistik

### Le-Mans-Ergebnisse
| Jahr | Team                | Fahrzeug                | Teamkollege  | Teamkollege             | Platzierung | Ausfallgrund  |
| ---- | ------------------- | ----------------------- | ------------ | ----------------------- | ----------- | ------------- |
| 1974 | Porsche Club Romand | Porsche 911 Carrera RSR | Roger Dorchy | Eric Chapuis            | Ausfall     | Motorschaden  |
| 1975 | Ècurie du Nord      | Porsche 911 Carrera RSR | Roger Dorchy | Eric Chapuis            | Ausfall     | Ventilschaden |
| 1976 | William Vollery     | Porsche 911 Carrera RSR | Roger Dorchy | Jean-Pierre Aeschlimann | Ausfall     | Batterie      |

### Einzelergebnisse in der Sportwagen-Weltmeisterschaft
| Saison | Team                   | Rennwagen               | 1   | 2   | 3   | 4   | 5   | 6   | 7   | 8   | 9   | 10  | 11  | 12  | 13  | 14  |
| ------ | ---------------------- | ----------------------- | --- | --- | --- | --- | --- | --- | --- | --- | --- | --- | --- | --- | --- | --- |
| 1974   | Porsche Club Romand    | Porsche 911 Carrera RSR | MON | SPA | NÜR | IMO | LEM | ZEL | WAT | LEC | BRH | KYA |     |     |     |     |
| 1974   | Porsche Club Romand    | Porsche 911 Carrera RSR |     |     |     |     | DNF |     |     | 19  |     |     |     |     |     |     |
| 1976   | Vollery et Aeschlimann | Porsche 911 Carrera RSR | MUG | VAL | NÜR | MON | SIL | IMO | NÜR | ZEL | PER | WAT | MOS | DIJ | DIJ | SAL |
| 1976   | Vollery et Aeschlimann | Porsche 911 Carrera RSR |     |     |     |     |     |     |     |     | 14  |     |     |     |     |     |